# 冰島火山
冰島是世界上火山活動最頻繁的區域之一。早中新世晚期以来，由大西洋中洋脊裂谷溢出的上地幔物质堆积而成，属于火山岛。组成冰岛的岩石都是火山岩，以玄武岩分布最广，还有安山岩、流纹岩等。
由於冰島處於歐亞板塊和北美洲板塊之間，因此岛上坐擁多座火山，並以“极圈火岛”之名著称，共有火山200至300座，有40至50座活火山。主要的火山有拉基火山、华纳达尔斯火山、海克拉火山與卡特拉火山等等。1963年至1967年在西南岸的火山活動形成了一個約2.1平方公里的小島。冰島溫泉的數量是全世界之冠，全島約有250個鹼性溫泉，最大的溫泉每秒可產生200升的泉水。

## 冰島火山列表
- 亨吉德山
- 克拉布拉火山
- 克韋爾克火山
- 凱德靈加山
- 卡特拉火山
- 厄賴法冰蓋
- 巴達本加火山
- 惠爾山
- 拉基火山
- 斯奈山冰盖
- 格里姆火山
- 海克拉火山
- 海爾聚布雷茲山
- 特勒德拉火山
- 科德洛塔山
- 阿斯恰火山口